# 2278 Götz
2278 Götz là một tiểu hành tinh vành đai chính với chu kỳ quỹ đạo là 1402.5368931 ngày (3.84 năm).
Nó được phát hiện ngày 7 tháng 4 năm 1953.